# Coprinopsis jonesii

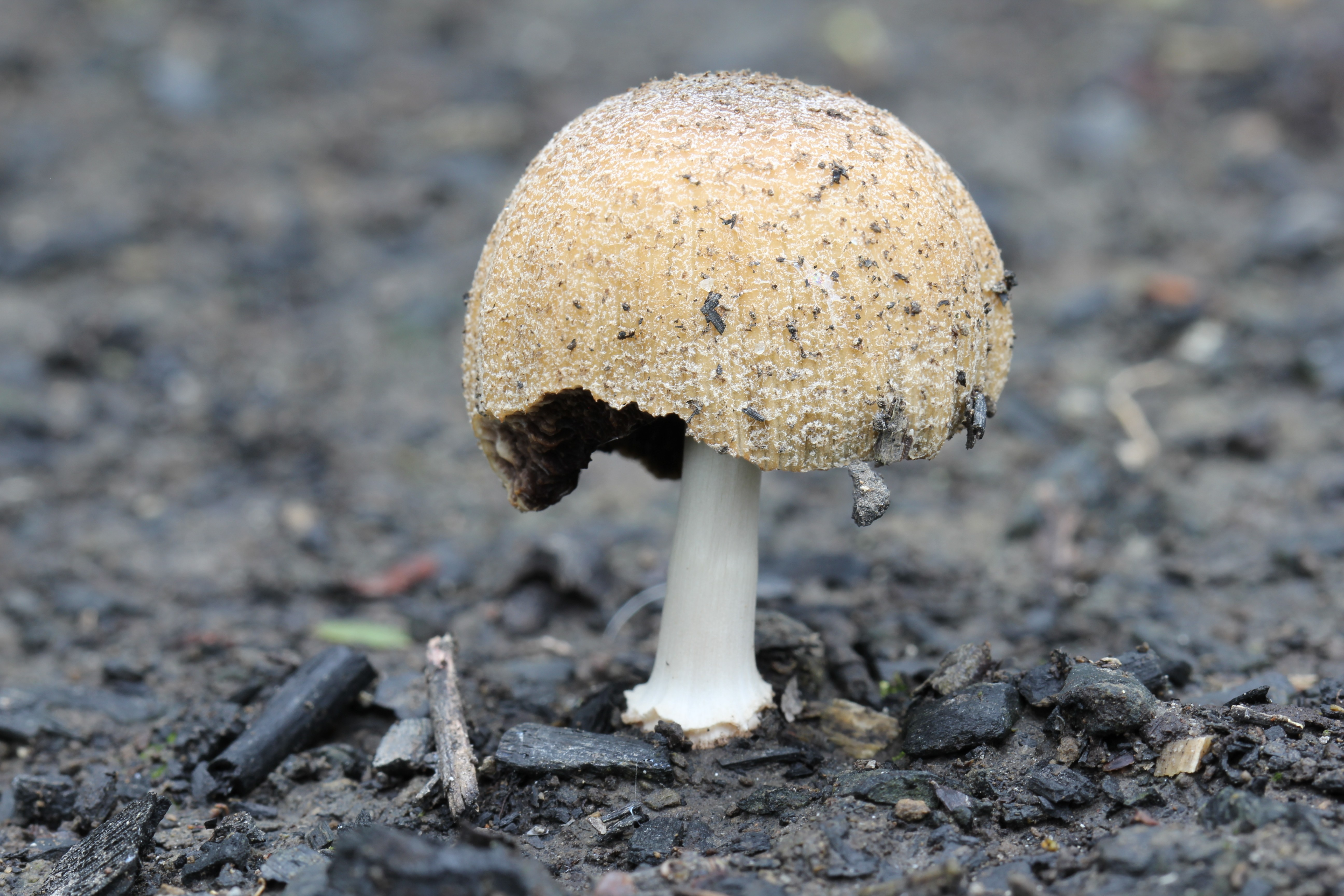

Coprinopsis jonesii (Peck) Redhead, Vilgalys & Moncalvo) – gatunek grzybów należący do rodziny kruchaweczkowatych (Psathyrellaceae).

## Systematyka
Pozycja w klasyfikacji według Index Fungorum: Coprinopsis, Psathyrellaceae, Agaricales, Agaricomycetidae, Agaricomycetes, Agaricomycotina, Basidiomycota, Fungi.
Po raz pierwszy opisał go w 1895 r. Charles Horton Peck nadając mu nazwę Coprinus jonesii. W wyniku badań filogenetycznych prowadzonych na przełomie XX i XXI wieku mykolodzy ustalili, że rodzaj Coprinus jest polifiletyczny i rozbili go na kilka rodzajów. Obecną, uznaną przez Index Fungorum nazwę nadali temu gatunkowi Redhead, Vilgalys i Moncalvo w 2001 r.
Synonimy:
- Coprinus funariarum Métrod 1937
- Coprinus jonesii Peck 1895
- Coprinus lagopus var. sphaerosporus Kühner & Joss. 1944

## Morfologia
OwocnikW rodzaju Coprinopsis należy do grupy gatunków o dużych owocnikach. Kapelusz ma średnicę do 60 mm. W młodych owocnikach ma kształt od elipsoidalnego do wąsko stożkowatego, w trakcie dojrzewania rozwiera się i rozpłaszcza, osiągając średnicę 50–130 i grubość 3–10 mm. Powierzchnia na środku kapelusza szaro-brązowa, ku brzegowi jaśniejąca, pokryta kłaczkowatymi, białawymi resztkami osłony.
Cechy mikroskopoweZarodniki 7,0–8,5 × 6,0–7,0 µm, elipsoidalne do jajowatych, ciemnoczerwono-brązowe, z zaokrągloną podstawą i wierzchołkiem oraz centralną porą zarodkową. Podstawki 4-zarodnikowe 15–35 × 8–10 μm. Cheilocystydy prawie kuliste do podłużnych, 35–75 × 17–45 µm. Pleurocystydy niemal kuliste, podłużne lub cylindryczne, 55–120 × 25–48 μm. Osłona złożony z podłużnych, kiełbaskowatych elementów 60–200 × 15–30 μm. Obecne sprzążki.

## Występowanie
Coprinopsis jonesii występuje na całym świecie i jest dość częsty. W Polsce nie był jednak wymieniany. Prawdopodobnie ze względu na podobieństwo do niektórych innych gatunków był błędnie identyfikowany. Po raz pierwszy jego występowanie w Polsce opisał B. Gierczyk. Podaje 7 jego stanowisk: w Puszczy Bukowej koło Gryfina, na Uroczysku Marcelin koło Poznania, rezerwacie Huberta koło Dąbrówki, koło wsi Huta Brudzka, we wsi Złoty Potok koło Częstochowy, koło wsi Bliżyn, we wsi Wołosate w Bieszczadach.  
Zazwyczaj występuje samotnie na spaleniskach, zrębkach, odpadkach warzywnych, pryzmach słomy i resztkach roślinnych zmieszanych z łajnem, czasem na samym łajnie.